# Чемпионат Беларуси по волейболу среди мужчин
Чемпионат Беларуси по волейболу среди мужчин — ежегодное соревнование мужских волейбольных команд Беларуси. Проводится с 1992 года.
Соревнования проводятся среди команд высшей лиги дивизионов «А» и «Б».

## Формула соревнований
Чемпионат 2024/25 включал два этапа — предварительный и плей-офф. На предварительном 9 команд дивизиона «А» высшей лиги провели двухкруговой турнир. 8 команд вышли в плей-офф и далее по системе с выбыванием определили финалистов, которые, разыграли первенство. Серии матчей плей-офф проводились до двух (в четвертьфинале) и до трёх (в полуфинале и финале) побед одного из соперников.
За победы со счётом 3:0 и 3:1 команды получают 3 очка, 3:2 — 2 очка, за поражение со счётом 2:3 — 1 очко, 0:3 и 1:3 — 0 очков.
В дивизионе «А» высшей лиги чемпионата 2024/2025 участвовали 10 команд: «Шахтёр» (Солигорск), «Столица» (Минск), «Энергия» (Гомель), «Легион» (Обухово), «Борисов-БГУФК» (Борисов), «Западный Буг» (Брест), «Коммунальник» (Могилёв), «Марко-ВГТУ» (Витебск), «Минск». Чемпионский титул в 9-й раз подряд выиграл «Шахтёр», победивший в финальной серии «Столицу» 3-0 (3:0, 3:0, 3:1). 3-е место занял «Борисов-БГУФК».

## Призёры
| Сезон     | 1-е место                  | 2-е место                  | 3-е место                  |
| --------- | -------------------------- | -------------------------- | -------------------------- |
| 1992      | СКА Минск                  | «Кировец» Витебск          | «Коммунальник» Гродно      |
| 1992/93   | «Спутник» Витебск          | СКА Минск                  | «Западный Буг» Брест       |
| 1993/94   | «Спутник» Витебск          | СКА Минск                  | «Западный Буг» Брест       |
| 1994/95   | «Спутник» Витебск          | СКА Минск                  | «Коммунальник» Гродно      |
| 1995/96   | СКА Минск                  | «Спутник» Витебск          | «Коммунальник» Гродно      |
| 1996/97   | «Коммунальник» Гродно      | «Спутник» Витебск          | СКА Минск                  |
| 1997/98   | СКА Минск                  | «Коммунальник» Гродно      | «Западный Буг» Брест       |
| 1998/99   | «Коммунальник» Гродно      | «Западный Буг» Брест       | «Динамо» Витебск           |
| 1999/2000 | СКА Минск                  | «Динамо» Витебск           | «Коммунальник» Гродно      |
| 2000/01   | ГВК Гомель                 | «Коммунальник» Гродно      | «Динамо» Витебск           |
| 2001/02   | «Коммунальник» Гродно      | «Западный Буг» Брест       | ГВК Гомель                 |
| 2002/03   | «Коммунальник» Гродно      | ГВК Гомель                 | «Техноприбор» Могилёв      |
| 2003/04   | ГВК Гомель                 | «Коммунальник» Гродно      | «Шахтоспецстрой» Солигорск |
| 2004/05   | «Коммунальник» Гродно      | ГВК Гомель                 | «Шахтоспецстрой» Солигорск |
| 2005/06   | «Техноприбор»-БеЛа Могилёв | «Шахтоспецстрой» Солигорск | «Металлург» Жлобин         |
| 2006/07   | «Металлург»-БеЛа Могилёв   | ГВК Гомель                 | «Западный Буг» Брест       |
| 2007/08   | «Металлург» Жлобин         | «Металлург»-БеЛа Могилёв   | «Коммунальник» Гродно      |
| 2008/09   | «Металлург» Жлобин         | «Металлург»-БеЛа Могилёв   | «Строитель» Минск          |
| 2009/10   | «Строитель» Минск          | «Металлург» Жлобин         | «Коммунальник» Гродно      |
| 2010/11   | «Строитель» Минск          | «Коммунальник» Гродно      | «Металлург» Жлобин         |
| 2011/12   | «Строитель» Минск          | «Коммунальник» Гродно      | «Металлург» Жлобин         |
| 2012/13   | «Строитель» Минск          | «Шахтер» Солигорск         | «Коммунальник» Гродно      |
| 2013/14   | «Строитель» Минск          | «Шахтер» Солигорск         | «Коммунальник» Гродно      |
| 2014/15   | «Строитель» Минск          | БАТЭ-БГУ Борисов           | «Шахтер» Солигорск         |
| 2015/16   | «Строитель» Минск          | БАТЭ-БГУ Борисов           | «Шахтер» Солигорск         |
| 2016/17   | «Шахтер» Солигорск         | «Строитель» Минск          | БАТЭ-БГУФК Борисов         |
| 2017/18   | «Шахтер» Солигорск         | «Строитель» Минск          | БАТЭ-БГУФК Борисов         |
| 2018/19   | «Шахтер» Солигорск         | «Строитель» Минск          | «Энергия» Гомель           |
| 2019/20   | «Шахтер» Солигорск         | «Строитель» Минск          | «Энергия» Гомель           |
| 2020/21   | «Шахтер» Солигорск         | «Строитель» Минск          | «Энергия» Гомель           |
| 2021/22   | «Шахтер» Солигорск         | «Строитель» Минск          | «Энергия» Гомель           |
| 2022/23   | «Шахтер» Солигорск         | «Строитель» Минск          | «Энергия» Гомель           |
| 2023/24   | «Шахтер» Солигорск         | «Энергия» Гомель           | «Строитель» Минск          |
| 2024/25   | «Шахтер» Солигорск         | «Столица» Минск            | «Борисов-БГУФК» Борисов    |